# Kamov Ka-18

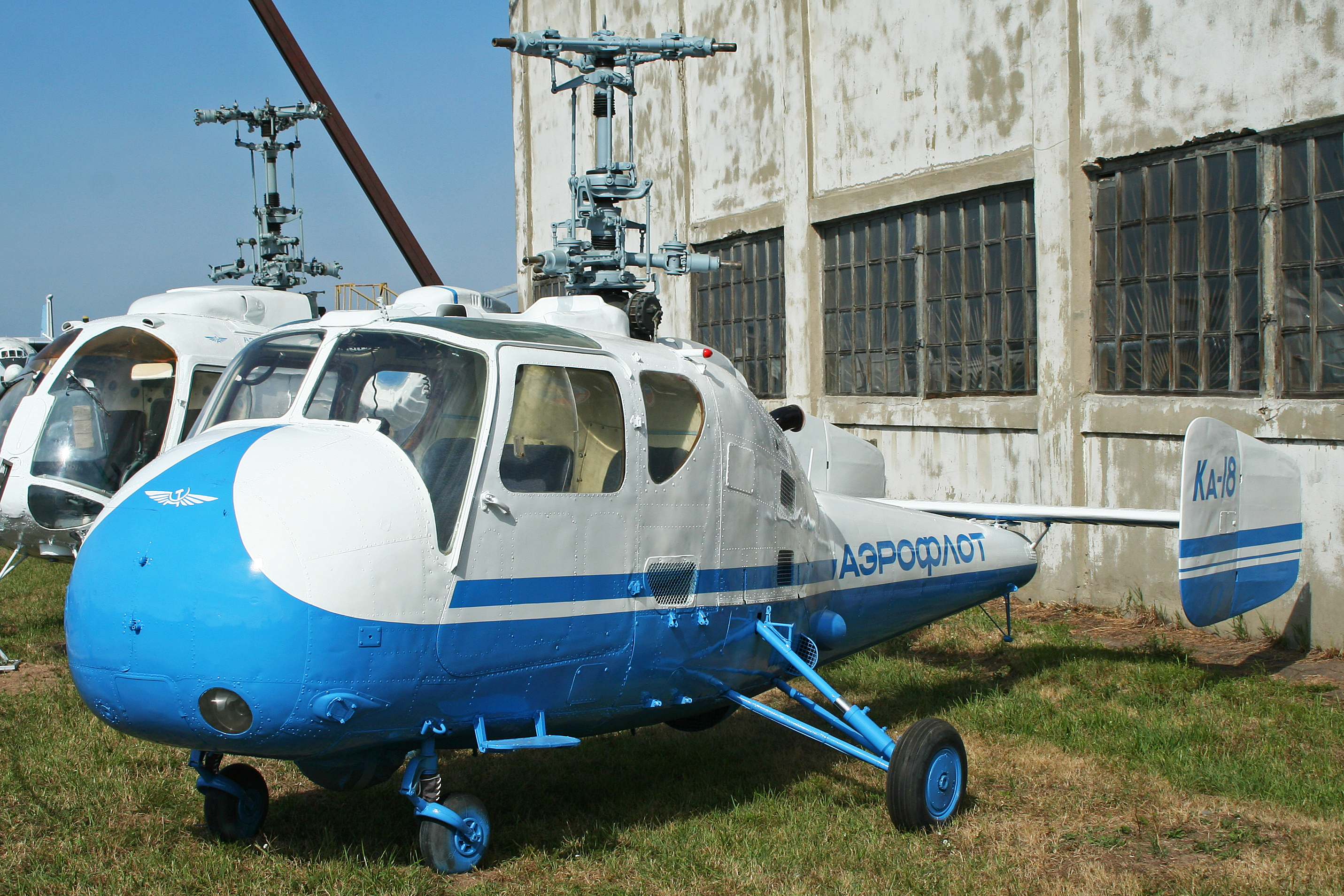
Kamov Ka-18 Hog (CCCP-68627)

Kamov Ka-18 (tên mã NATO Hog) là một loại trực thăng thông dụng 4 chỗ của Liên Xô, bay lần đầu năm 1955.

## Quốc gia sử dụng
Liên Xô
- Aeroflot
- Không quân Hải quân Liên Xô

## Tính năng kỹ chiến thuật (Ka-18)
Dữ liệu lấy từ Soviet Transport Aircraft since 1945
Đặc điểm tổng quát
- Kíp lái: 1
- Sức chứa: 3 hành khách
- Chiều dài: 7,03 m (23 ft 0¾ in)
- Đường kính rô-to: 9,96 m (32 ft 8 in)
- Chiều cao: 3,34 m (10 ft 11½ in)
- Diện tích đĩa quay: 155,8 m² (1.677 ft²)
- Trọng lượng rỗng: 1.060 kg (2.436 lb)
- Trọng lượng cất cánh tối đa: 1.480 kg (3.262 lb)
- Động cơ: 1 × Ivchenko AI-14VF, 209 kW (280 hp)

 Hiệu suất bay 
- Vận tốc cực đại: 150 km/h (81 knot, 93 mph)
- Vận tốc hành trình: 120 km/h (65 knot, 75 mph) trên độ cao 490 m (1.610 ft)
- Tầm bay: 165 km (89 nm, 102 dặm)
- Trần bay: 3.250 m (10.670 ft)